# الخبة (المضاربة والعارة)

تعديل مصدري - تعديل

الخبـة هي إحدى قرى عزلة العارة بمديرية المضاربة والعارة التابعة لمحافظة لحج في اليمن، بلغ تعداد سكانها 90 نسمة حسب تعداد اليمن لعام 2004.